# Václav Vorlíček

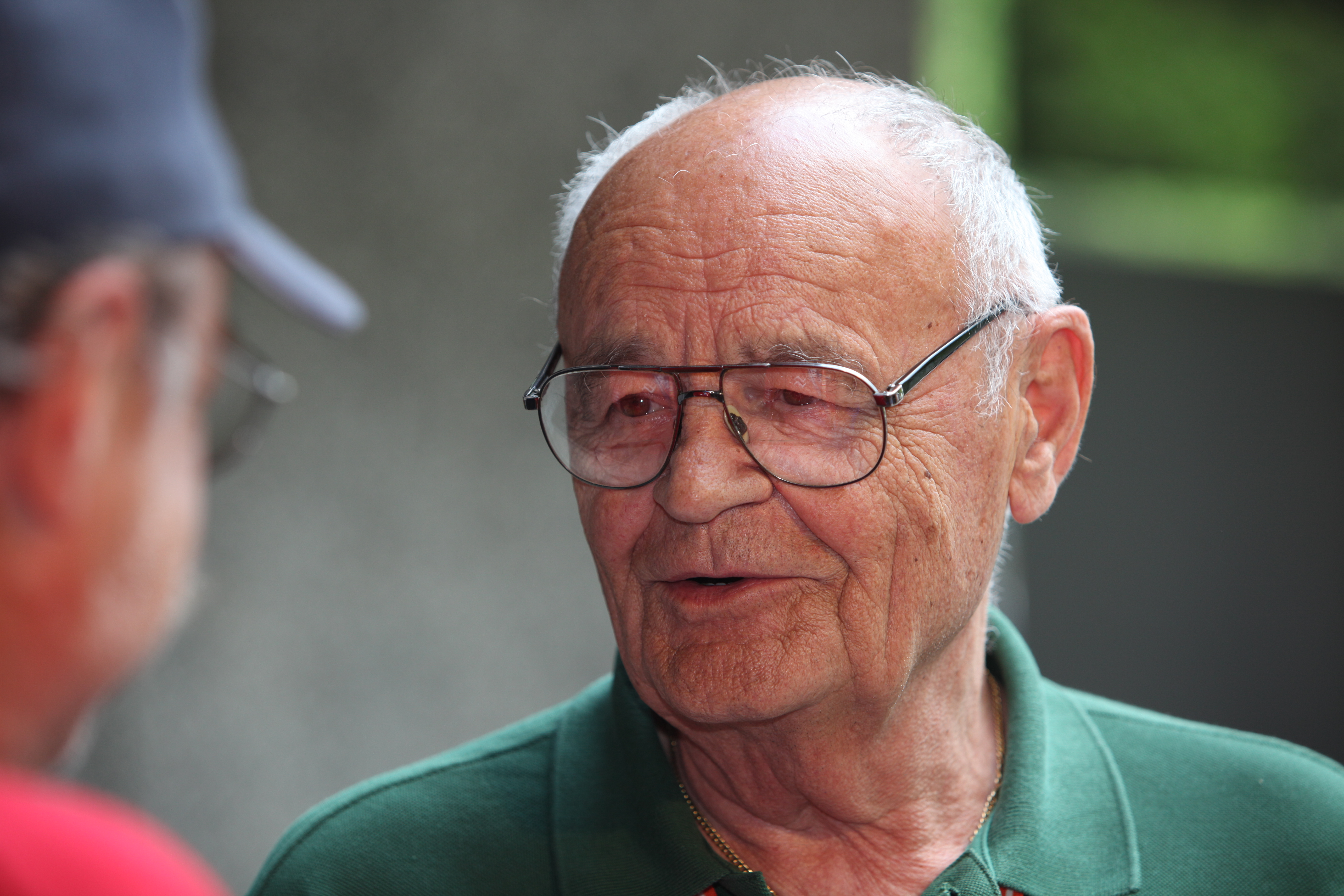
Václav Vorlíček (2010)

Václav Vorlíček (* 3. Juni 1930 in Prag; † 5. Februar 2019 ebenda) war ein tschechischer Filmregisseur. Einige seiner Werke gelten heute als Klassiker des tschechischen Films: Insbesondere sein Märchenfilm Drei Haselnüsse für Aschenbrödel ist äußerst beliebt und wird zur Weihnachtszeit im deutschen Fernsehen oft gezeigt.

## Leben und Karriere
Václav Vorlíček war maßgeblich an dem großen Erfolg der tschechoslowakischen Filmindustrie in den Bereichen Märchenfilm und Komödie beteiligt. In seiner Jugend war er Pfadfinder. Entscheidend geprägt wurde er von Comic-Magazinen, die amerikanische Soldaten 1945 ins Land brachten. Nach dem Abitur studierte er zwischen 1951 und 1956 an der Filmfakultät der Akademie der musischen Künste in Prag; dort machte er seinen Abschluss mit dem Kurzfilm Directive. Anschließend arbeitete er für die Filmstudios Barrandov als Regisseur und Drehbuchautor. Vorlíček arbeitete lange Jahre mit dem Drehbuchautor und Schriftsteller Miloš Macourek zusammen.
Zu einem in vielen Teilen Europas insbesondere an Weihnachten beliebten Film wurde Drei Haselnüsse für Aschenbrödel aus dem Jahr 1973. Auch mit den Fernsehserien Die Märchenbraut und Der fliegende Ferdinand erzielte er in den 1980er-Jahren Erfolge. Zuletzt führte er im Jahr 2011 bei dem Familienfilm Saxana und die Reise ins Märchenland die Regie.
Vorlíček, Witwer und Vater zweier Töchter, lebte zuletzt in Prag und starb dort im Alter von 88 Jahren an den Folgen einer Lungenkrebserkrankung.

## Filmografie (Auswahl)
- 1953: Politická karikatura (Kurzfilm)
- 1956: Direktiva (Kurzfilm)
- 1960: Der Fall Lupínek (Prípad Lupínek)
- 1962: Hühnchen auf Reisen (Kurata na Cestach)
- 1964: Tagebuch einer Ehe (Marie)
- 1966: Wer will Jessie umbringen? (Kdo chce zabít Jessii?)
- 1967: Das Ende des Geheimagenten W4C mit Hilfe des Hundes von Herrn Foutska (Konec agenta W4C prostrednictvím psa pana Foustky)
- 1971: Mein Herr, Sie sind eine Witwe (Pane, vy jste vdova!)
- 1972: Der Tod ist wählerisch (Smrt si Vybira)
- 1972: Das Mädchen auf dem Besenstiel (Dívka na koštěti)
- 1973: Drei Haselnüsse für Aschenbrödel (Tři oříšky pro Popelku)
- 1974: Wie soll man Dr. Mráček ertränken? oder Das Ende der Wassermänner in Böhmen (Jak utopit doktora Mráčka, aneb konec vodníků v Čechách)
- 1975: Zwei Mann zur Stelle (Dva muži hlásí příchod)
- 1977: Wie wäre es mit Spinat? (Což takhle dát si špenát)[6]
- 1977: Wie man Dornröschen wachküßt, auch: Wie man Prinzessinnen weckt (Jak se budí princezny)
- 1978: Prinz und Abendstern (Princ a Večernice)
- 1980: Die Märchenbraut (Fernsehserie)
- 1982: Ein schönes Wochenende, auch: Die grüne Welle (Zelena Vlna)
- 1982–1984: Der fliegende Ferdinand (Fernsehserie)
- 1984: Der Zauberrabe Rumburak (Fernsehfilm)
- 1994: Die Rückkehr der Märchenbraut (Fernsehserie)
- 1995: Das Zauberbuch
- 1997: Der Feuervogel (Pták Ohnivák)
- 1997: Die Seekönigin
- 2000: Falkner Thomas (Král sokolů)
- 2001: Max, Susi und das magische Telefon (Mach, Šebestová a kouzelné sluchátko)
- 2011: Saxana und die Reise ins Märchenland (Saxana a Lexikon kouzel)